# Franz Anton Marenzi
Franz Anton hrabě Marenzi (německy Franz Anton Alois Maria Graf Marenzi von Tagliuno und Talgate, Markgraf von Val Oliola, Freiherr von Marenzfeldt und Scheneck) (11. června 1805 Terst – 4. ledna 1886 Terst) byl rakouský generál původem ze staré italské šlechty. Jako absolvent vojenské akademie sloužil v rakouské armádě od roku 1823, vystřídal působení u řady posádek převážně v Itálii, kde byl později přidělen ke dvorské službě u arcivévody Rainera. Jako voják se vyznamenal během revolučních let 1848–1849, byl povýšen na generálmajora, poté byl posádkovým velitelem v Haliči a znovu v Itálii. Ve válce se Sardinií byl zástupcem velitele 1. armády v severní Itálii a téhož roku byl penzionován v hodnosti polního podmaršála (1859). Z jeho početné rodiny vynikli synové Franz Karl (1859–1940) a Gabriel (1861–1934), kteří dosáhli vysokých hodností v rakousko-uherské armádě za první světové války.

## Životopis

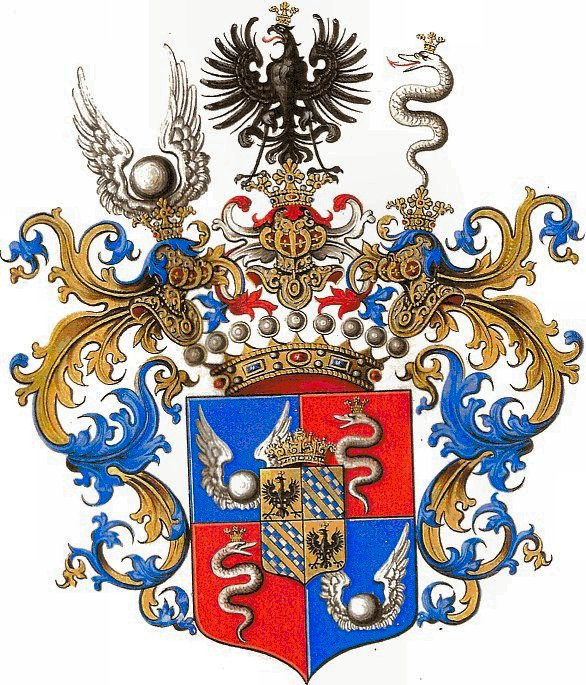
Erb rodu Marenzi při udělení hraběcího stavu v Rakousku (1864)

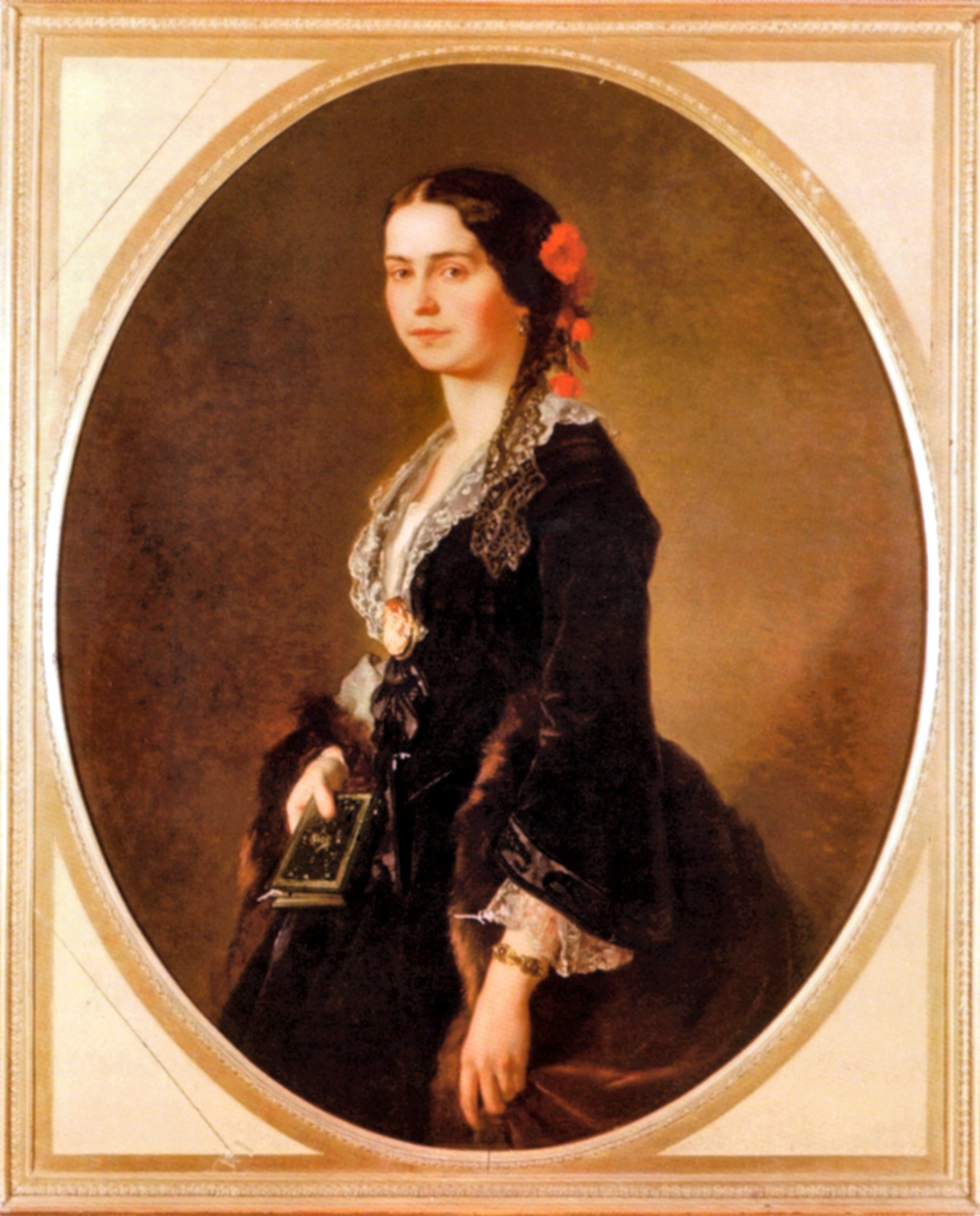
Manželka Virginie, rozená Putzer von Reibegg (1825–1898)

Pocházel ze staré italské rodiny, která již od 15. století užívala hraběcí titul v Milánském vévodství. Narodil se jako starší syn Kajetána Marenziho (1777–1847), místodržitele v Terstu. V letech 1819–1823 studoval na Tereziánské vojenské akademii ve Vídeňském Novém Městě a do vojenské služby nastoupil jako praporčík u 26. pěšího pluku v Udine. Později sloužil u 17. pěšího pluku v Lublani, jako nadporučík byl poté přeložen k 23. pěšímu pluku v Lodi. Ve třicátých letech byl v hodnosti rytmistra přidělen ke generálnímu štábu a působil mimo jiné několik let v Brně a v Miláně. Po návratu do Itálie byl v hodnosti majora (1843) přidělen ke dvoru lombardského místokrále arcivévody Rainera a jeho synů. V roce 1846 byl povýšen na podplukovníka a stal se komorníkem Rainerova syna arcivévody Zikmunda.
Během války v Itálii v roce 1848 se vyznamenal v bitvě u Novary a téhož roku byl povýšen na plukovníka. V revolučních letech 1848–1849 poté působil jako velitel ve Vídni a v roce 1850 dosáhl hodnosti generálmajora. Poté žil několik let v soukromí ve Vídni a v Terstu, od roku 1854 byl velitelem brigády v Přemyšlu. Krátce působil jako přednosta 5. oddělení u vrchního velení armády ve Vídni a v letech 1856–1859 zastával funkci velitele v Lublani. Za války se Sardinií v roce 1859 se stal zástupcem velitele 1. armády a v květnu téhož roku byl povýšen do hodnosti polního podmaršála. Po válce odešel do soukromí a k datu 4. listopadu 1859 byl penzionován. V soukromí se později věnoval studiu geologie a v tomto oboru publikoval několik spisů.
I když užíval hraběcí titul získaný v Milánském vévodství již v roce 1440, v dobových pramenech byl častěji uváděn jako svobodný pán. Hraběcí titul pro Rakousko mu byl potvrzen císařem Františkem Josefem až v roce 1864. V roce 1843 byl jmenován c. k. komořím.

## Rodina
V roce 1846 se oženil s Virginií Putzerovou von Reibeck (1825–1898), dcerou vlivného rakouského podnikatele a politika Johanna Putzera (1801–1892). Z jejich manželství se narodilo sedm dětí.
- 1. Friedrich (1850–1939), dvorní rada, ∞ 1873 Marie von Franck (1850–1914)
- 2. Marie Virginie (1852–1936), dáma Řádu hvězdového kříže, ∞ 1878 Hermann hrabě Zichy z Vaszonykeő (1848–1903), c. k. komoří, poslanec uherského zemského sněmu, novinář
- 3. Ludwig Josef (1853–1935), c. k. tajný rada, komoří, šéf prezidiální kanceláře Panské sněmovny, ∞ 1887 Olga hraběnka Alberti von Poja (1866–1957)
- 4. Franz Karl (1859–1940), c. k. tajný rada, komoří, generál pěchoty, ∞ 1906 Irene von Pankota (1886–1948)
- 5. Isabela Anna (1858–1928), ∞ 1883 Hugo hrabě Hohenwart (1849–1905), c. k. komoří, rytmistr
- 6. Gabriel (1861–1934), c. k. komoří, polní podmaršál, ∞ 1893 Gabriela hraběnka Harrachová (1859–1942)
- 7. Virginie (1869–1945), ∞ 1894 Artur hrabě Manzano (1861–1940), c. k. generálamjor